# Aups
Aups är en kommun i departementet Var i regionen Provence-Alpes-Côte d'Azur i sydöstra Frankrike. Kommunen ligger i kantonen Aups som tillhör arrondissementet Brignoles. År 2022 hade Aups 2 254 invånare.

## Befolkningsutveckling
Antalet invånare i kommunen Aups
| Referens: INSEE |